# Armistice de Villa Giusti

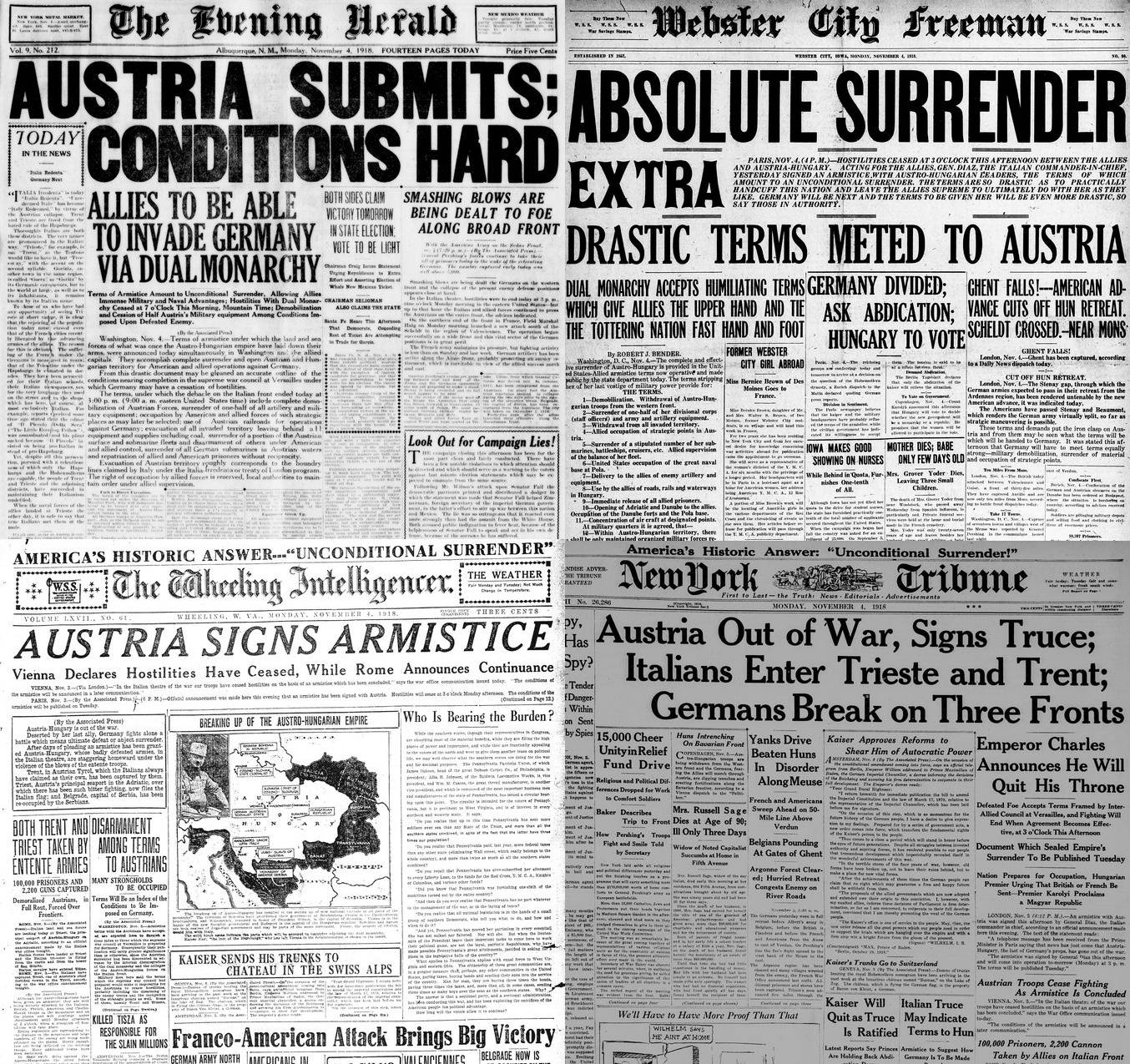
Unes de journaux américains du 4 novembre 1918

L’armistice de Villa Giusti met fin aux combats de la Première Guerre mondiale entre l'empire austro-hongrois et les Alliés. Il est signé à la villa Giusti, située à Mandria près de Padoue en Italie, le 3 novembre 1918 à 15 heures, avec effet le 4 novembre 1918 à 15 heures, alors que les combats de la bataille de Vittorio Veneto faisaient encore rage. Comme tout armistice, il suspend les combats, mais l’état de guerre ne cessera qu'avec les traités de paix : Saint-Germain-en-Laye (10 septembre 1919) avec la République autrichienne et de Trianon (4 juin 1920) avec la République hongroise. Il préfigure cependant ces traités car il met l'empire hors d'état de reprendre la lutte et place de facto les territoires que les Alliés revendiquaient sous leur contrôle.
Il ne prévoit pas la désintégration de l'empire, qui a déjà commencé avec la proclamation d'indépendance de plusieurs provinces fin octobre, mais qui n'était pas un but de guerre des Alliés. Ils s'adapteront en signant un armistice supplémentaire avec le représentant des Hongrois Mihály Károlyi, la convention de Belgrade (en), le 13 novembre 1918.
L'armistice de Villa Giusti fait de l'Allemagne le dernier pays combattant encore les Alliés et de surcroit il prévoit notamment que ceux-ci pourront traverser le territoire autrichien pour ouvrir un nouveau front, ce qui aggrave la situation militaire déjà désespérée des Allemands. Dès le lendemain, 5 novembre, l'Allemagne demande à son tour un armistice qui sera celui du 11 novembre.

## Contexte

### Épuisement austro-hongrois
L’Autriche-Hongrie, comme l'Allemagne et tout l'est de l'Europe, souffre de la faim. Les écroulements russe et roumain ont libéré l'armée austro-hongroise des combats sur ces fronts, mais n'ont pas permis d'élargir les approvisionnements alimentaires de l'empire ; le « pain ukrainien » que la propagande fait espérer est en réalité absent des assiettes. Les pénuries alimentaires touchant les civils incitent les autorités de chaque région de l’Autriche-Hongrie à conserver sous leur autorité les stocks de nourriture disponibles, ce qui, en plus d’affaiblir l’armée, accélère la décomposition politique en constituant des régions économiquement autonomes de facto.
L'industrie militaire de l'empire est également insuffisante, de sorte que les troupes austro-hongroises, en plus de  souffrir de sous-alimentation chronique, ne sont pas suffisamment ravitaillées en armes et en munitions. Et comme tous les belligérants, mais peut-être plus que les autres, l'empire manque de soldats, ce qui se traduit par trop peu de relève et de permissions. Cette situation affecte le moral et la combativité des soldats.
Sur le front italien, l’échec sur le Piave en juin 1918, a démontré que depuis le désastre italien de Caporetto l'armée italienne s'est entièrement remise et même renforcée, pendant qu'au contraire les unités austro-hongroises ont décliné jusqu'à un très mauvais état. La marine austro-hongroise est bloquée dans ses ports et l'aviation militaire italienne domine au point de se permettre de lâcher des tracts sur Vienne.
Sur le front balkanique, les forces serbes et françaises commandées par Louis Franchet d'Espèrey ont percé et mis la Bulgarie hors de combat. Elles progressent désormais irrésistiblement, à une vitesse inconnue depuis 1914, vers Belgrade, le Danube et même Vienne.

### Effondrement des fronts austro-hongrois
Depuis le 14 septembre 1918, une offensive de rupture alliée dans les Balkans perce le front d'Orient, essentiellement tenu par les Bulgares. Le gouvernement bulgare demande l’armistice, signé à Thessalonique le 29 septembre 1918. Conformément aux clauses de cet accord, les Bulgares se retirent à l’intérieur de leurs frontières de 1913. Le front des puissances centrales en Macédoine ainsi que la participation ottomane au conflit sont ainsi compromis. Dans l’urgence, une ligne de défense est mise en place en Serbie centrale à partir de la mi-octobre, mais l’armée austro-allemande, qui la tient, se montre incapable d’arrêter la progression des unités franco-serbes vers Belgrade.
Parallèlement, à partir du 24 octobre, une offensive italienne balaie les lignes austro-hongroises en Italie alors que les unités hongroises sont retirées du front italien pour être déployées dans les Balkans, et que l’Autriche-Hongrie entre dans la phase finale de sa dislocation,. Après trois jours de résistance austro-hongroise, les unités alliées engagées en Italie établissent des têtes de pont sur la rive droite du Piave en exploitant la percée en profondeur du dispositif austro-hongrois en Italie.

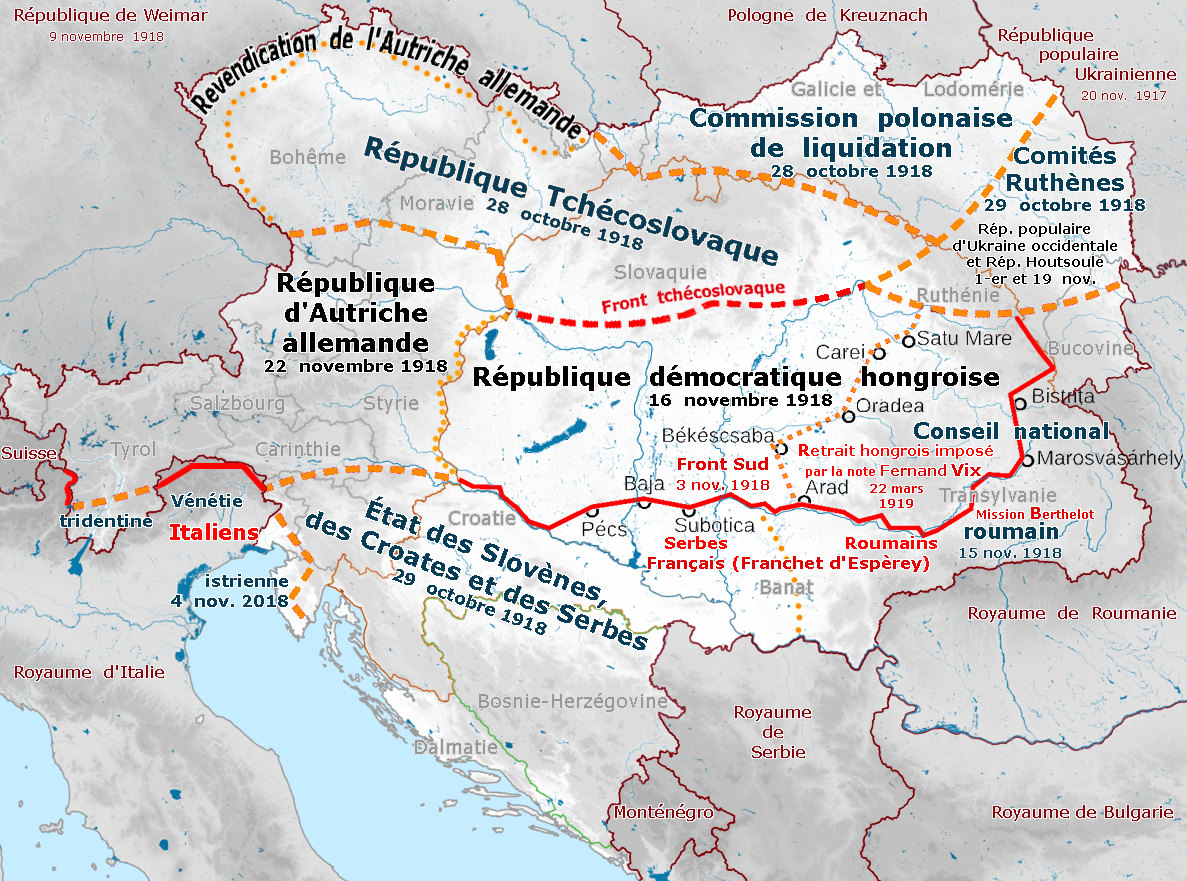
Dislocation de l'Autriche-Hongrie.

### Dislocation politique
Depuis juillet, les succès des Alliés et les échanges de notes diplomatiques avec l’Autriche-Hongrie qui s’ensuivent, accélèrent le processus de dislocation politique en faisant « sauter le cadre de la monarchie », selon Stephan Burián von Rajecz, alors ministre des affaires étrangères austro-hongrois. Le président américain, Woodrow Wilson, reconnaît officiellement le 21 octobre le droit des peuples qui composent l’Autriche-Hongrie à organiser à leur guise leur cadre politique, et à la rentrée parlementaire, le Parti social-démocrate autrichien annonce reconnaître le droit des peuples à l'indépendance. Cela incite les représentants des peuples de l’Empire, regroupés à partir du 14 juillet 1918 en sept « conseils nationaux », à radicaliser leurs revendications en passant de l’autonomisme à l’indépendantisme.
Au nord, les trois premiers « conseils nationaux » à proclamer leur sécession sont ceux des sujets slaves de la partie autrichienne de la « double-monarchie » : Polonais de Galicie occidentale et Tchèques de Bohême-Moravie le 28 octobre, auxquels se joignent dès le lendemain les Slovaques, alors sujets de la partie hongroise de l’Empire : ainsi naît la première république tchécoslovaque, tandis que les Ruthènes de Galicie orientale y proclament le 1-er novembre une république populaire d'Ukraine occidentale. De son côté, le 16 novembre, le « Conseil national » des Magyars constitue, par la révolution des Asters, la toute nouvelle république démocratique hongroise désormais indépendante, qui s'oppose à la sécession des Slovaques et, à partir du 19 novembre, à celle des Ruthènes de Hongrie.
Les trois autres « conseils nationaux » en voie de sécession sont : à l’ouest, le 22 novembre, celui des Autrichiens germanophones qui souhaitent rejoindre la république de Weimar (à l’exception de ceux du Vorarlberg qui eux, souhaitent rejoindre la Suisse) ; au sud, le 29 octobre, celui des Slaves méridionaux ou « Yougo-Slaves » souhaitant s’unir à la Serbie, et à l’est, le 28 novembre 1918, celui des Roumains transylvains alors sujets de la partie hongroise de l’Empire et bucoviniens alors sujets de la partie autrichienne de l’Empire, qui proclament le 1-er décembre 1918 leur union avec la Roumanie.

## Négociations

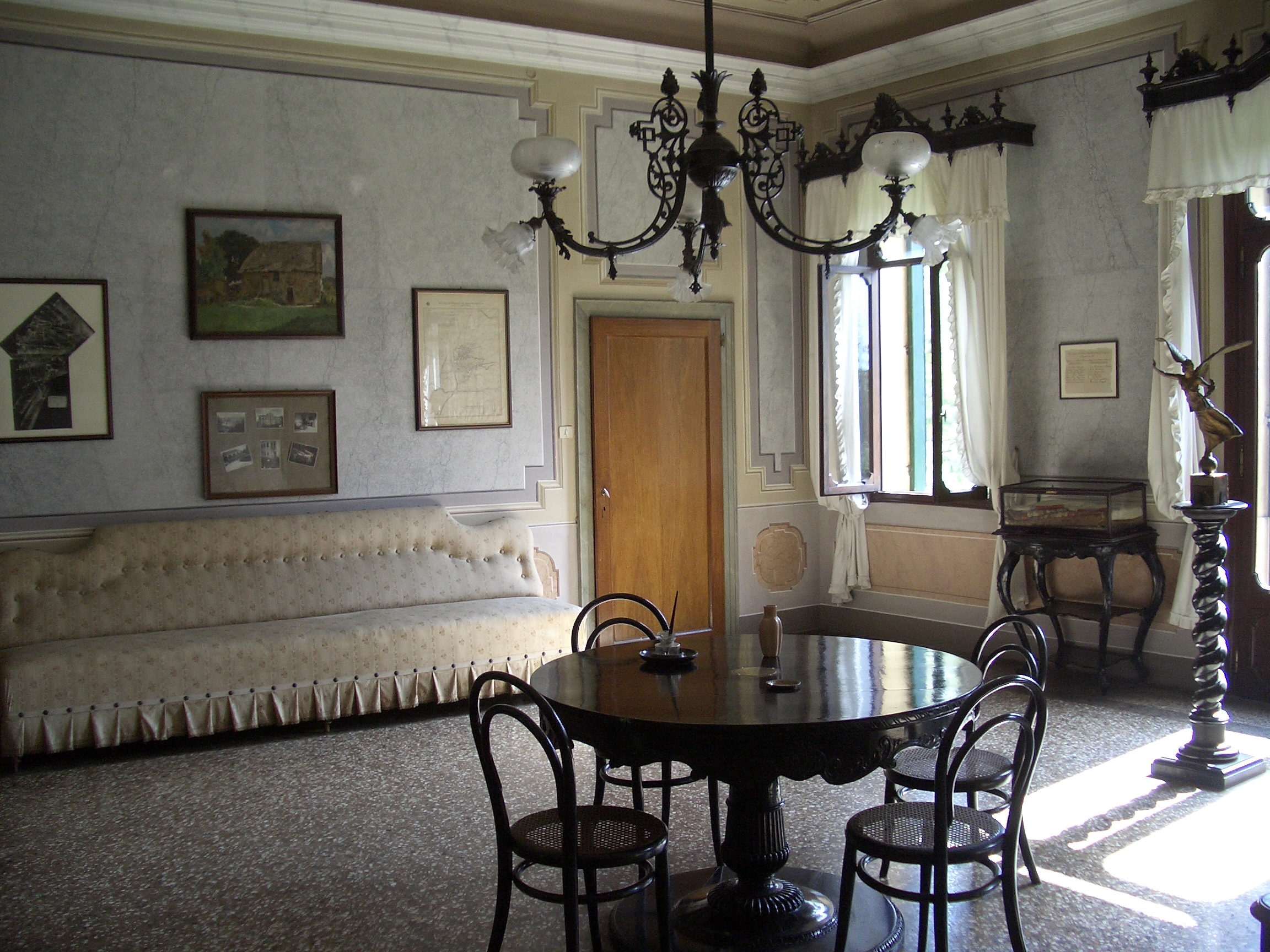
L'armistice a été signé autour de cette table.

### Composition des délégations
Le 31 octobre 1918, une délégation austro-hongroise est invitée à se présenter au haut-commandement italien pour négocier l'armistice avec les Alliés. Elle est formée par sept représentants de l’empereur Charles d’Autriche :
- Général Viktor Weber Edler von Webenau
- Oberst Karl Schneller (de)
- Fregattenkapitän Johannes Prinz von und zu Liechtenstein
- Oberstleutnant J.V. Nyékhegyi
- Korvettenkapitän Georg Ritter von Zwierkowski
- Oberstleutnant i.G. Victor Freiherr von Seiller (de)
- Hauptmann i.G. Camillo Ruggera (it).

Propriété du comte Giusti, sénateur d’Italie, la villa Giusti, située aux environs de Padoue, servait de résidence et poste de commandement au roi Victor-Emmanuel III et à son état-major depuis 1917. Le roi était représenté par :
- Tenente generale Pietro Badoglio
- Maggior generale Scipione Scipioni (it)
- Colonnello Tullio Marchetti (it)
- Colonnello Pietro Gazzera
- Colonnello Pietro Maravigna
- Colonnello Alberto Pariani
- Capitano di Vascello Francesco Accinni.

Ces quatorze officiers furent les signataires de l’armistice.

## Clauses
Le texte est bref, huit clauses terrestres et onze clauses navales, auxquelles il faut ajouter un protocole annexe plus détaillé mais à peine plus long. La plupart des clauses tiennent en une seule phrase, parfois deux ; l'exception est la clause fixant la ligne derrière laquelle les forces austro-hongroises doivent se retirer, qui contient une longue liste de lieux.
1. fin des combats.
2. démobilisation totale et retour de toutes les unités en service entre la Suisse et la mer du Nord. Armée réduite à vingt divisions dans leur état du temps de paix. Livraison, sans destruction, de la moitié de l'artillerie.
3. évacuation des territoires occupés et, en plus, des territoires au sud de la ligne de crête des Alpes, ainsi que de la côte dalmate. Abandon (sans le détruire) du matériel dans la zone évacuée et interdiction d'y procéder à des réquisitions.
4. mise à disposition du territoire et des réseaux de transport ferroviaires et fluviaux afin de permettre l'attaque de l'Allemagne. Possibilité pour les Alliés de réquisitionner (contre paiement) les moyens pour ce faire.
5. libération immédiate des prisonniers de guerre détenus par l'empire et des civils internés, sans réciprocité.
6. expulsion des troupes allemandes de tous les territoires austro-hongrois, avec seulement leur armement de base, à réaliser sous 15 jours. Internement de toutes les troupes allemandes encore présentes au terme du délai.
7. administration provisoire des territoires austro-hongrois évacués par les autorités locales, sous le contrôle des troupes d'occupation alliées et associées.
8. les malades et blessés austro-hongrois non transportables dans la zone évacuée resteront aux soins du personnel médical austro-hongrois laissé sur place à cet effet.

Les clauses navales comprennent essentiellement : une entière liberté de mouvement (militaire et marchande) dans les eaux maritimes de l'empire et celle du bassin du Danube, et le droit, le cas échéant, de détruire toutes les défenses gênantes ; la possibilité d'utiliser les bases navales et ce qu'elles contiennent ; la livraison en état de marche d'une force navale importante (quinze sous-marins, trois cuirassés, etc.) ; et la concentration et le désarmement complet du reste de la flotte ainsi que de tout bâtiment allemand s'y trouvant. En pratique, l'armistice réduit à néant la K.u.K. Kriegsmarine.
On peut noter que la formulation implique que l'empire austro-hongrois existe toujours, et qu'il a toujours un espace maritime en Méditerranée. Sa marine est anéantie, mais on lui laisse une armée très significative, vingt divisions. En pratique, toutefois, la défaite désastreuse à la bataille de Vittorio Veneto, à laquelle l'armistice met fin, a quasiment anéanti l'armée. Même si certains comme Svetozar Borojević von Bojna ont envisagé de l'utiliser à des fin de politique intérieure, pour reprendre le pouvoir et rétablir l'ordre dans l'empire, il n'y aura pas de suite, la décomposition de l'empire étant déjà trop avancée. Les Alliés prendront très rapidement acte de cette décomposition en signant un autre armistice avec la Hongrie nouvellement indépendante : la convention de Belgrade. Celle ci oblige notamment la Hongrie à évacuer des territoires qui en dépendaient et qui ont pris leur indépendance : Slovaquie, Transylvanie, etc.
L'armistice livre aux Alliés un territoire important, mais ne règle pas les partages entre eux, ce qui conduira à des affrontements entre les Italiens et des partisans des territoires de la future Yougoslavie.

## Désaccords entre Alliés
À mesure que l’armée austro-hongroise se retirait et était démobilisée, des désaccords apparurent entre l’État des Slovènes, Croates et Serbes et l’Italie au sujet de leur future frontière commune :
- le premier revendiquait l’ensemble des territoires peuplés par des Slaves du Sud, Dalmatie et Istrie entières ainsi que Trieste inclus ;
- l’Italie revendiquait, conformément à son idéal irrédentiste, les territoires, pour la plupart anciennement vénitiens, où vivaient des minorités italiennes et qui lui avaient été promis par le pacte de Londres de 1915 : Trieste, l’Istrie entière et une partie de la Dalmatie (la moitié des îles et un large territoire continental autour de la ville de Zara).

La solution médiane qui sera finalement adoptée après la guerre ne satisfera ni les uns, ni les autres : l’Italie n’eut que trois îles dalmates (Cherso, Lussino, Lagosta et leurs petites « îles-satellites ») et la ville de Zara sans territoire adjacent ; le Royaume des Serbes, Croates et Slovènes n’eut ni Trieste, ni la moitié slave (orientale) de l’Istrie, et dut même renoncer au quart occidental de la Slovénie au profit de l’Italie, qui finit aussi par annexer Fiume en 1924.